# 九池乡
九池乡，是中华人民共和国重庆市万州区下辖的一个乡镇级行政单位。

## 行政区划
九池乡下辖以下地区：
下场社区、戴家岩社区、桐花村、大包村、黄梅村、金明村、泉活村、九池村、凤凰村和普安村。